# U-881
 U-881  — немецкая подводная лодка типа IXC/40, времён Второй мировой войны. 
Заказ на постройку субмарины был отдан 2 апреля 1942 года. Лодка была заложена 7 августа 1943 года на верфи судостроительной компании	АГ Везер, Бремен, под строительным номером 1089, спущена на воду 4 марта 1944 года, 27 мая 1944 года под командованием капитан-лейтенант Карла-Гейнца Фришке вошла в состав учебной 4-й флотилии. 1 марта 1945 года вошла в состав 33-й флотилии. Лодка совершила один боевой поход, успехов не достигла. Потоплена 6 мая 1945 года в Северной Атлантике к юго-востоку от Ньюфаундленда, в районе с координатами 43°18′ с. ш. 47°44′ з. д. глубинными бомбами с американского эскортного эсминца USS Farquhar. Все 53 члена экипажа погибли. 